# Nagari Dilam
Nagari Dilam is een bestuurslaag in het regentschap Solok van de provincie West-Sumatra, Indonesië. Nagari Dilam telt 3439 inwoners (volkstelling 2010).